# Ptisis bulbi
La Ptisis bulbi es un ojo encogido, no funcional. Puede ser el resultado de una enfermedad ocular grave, una inflamación o una lesión, o puede representar una complicación de la cirugía ocular. Entre las opciones de tratamiento se incluye la inserción de una prótesis, que puede ir precedida de la enucleación del ojo.

## Síntomas
El ojo afectado está encogido y tiene poca o ninguna visión. La presión intraocular en el ojo afectado es muy baja o inexistente. Las capas del ojo pueden estar fusionadas, engrosadas o edematosas. Los párpados pueden estar pegados. El ojo puede estar blando a la palpación. Bajo el microscopio puede haber depósitos de calcio o hueso, y el cristalino suele estar afectado por cataratas.

## Causas
Puede deberse a lesiones, incluidas las quemaduras oculares, o a enfermedades o inflamaciones oculares de larga duración. El glaucoma terminal puede provocarla. A menudo puede complicar la cirugía ocular. Otras causas frecuentes son el cáncer, el desprendimiento de retina, las lesiones vasculares, la infección y la inflamación.

## Tratamiento
El tratamiento del ojo afectado suele ser inútil. Normalmente, el tratamiento es para acabar con el dolor en el ojo afectado y con fines estéticos, no para restaurar la visión. Puede extirparse, un procedimiento denominado enucleación del ojo. A veces, sin embargo, es posible trasplantar sólo partes del ojo, y se puede recuperar algo de visión.